# Józef Olechowski
Józef Olechowski (właściwe nazwisko Józef Oleszko, ur. 28 kwietnia 1735 w Lewartowie, zm. 18 stycznia 1806 w Krakowie) – biskup sufragan krakowski od 1786, archidiakon krakowskiej kapituły katedralnej w latach 1776–1806, kanonik krakowskiej kapituły katedralnej prebendy Posądza w latach 1765–1776, kanonik sandomierskiej kapituły kolegiackiej prebendy Kobiernicka w latach 1767–1770, kanonik kieleckiej kapituły kolgiackiej prebendy Pierzchnicka w latach 1764–1789.

## Życiorys
Kształcił się w Akademii Zamojskiej, w 1754 uzyskał stopień doktora nauk wyzwolonych i podjął studia prawnicze. Ukończył także seminarium księży misjonarzy w Lublinie. W 1759 otrzymał święcenia kapłańskie. W 1763 uzyskał tytuł doktora praw Akademii Krakowskiej.
W 1765 został kanonikiem krakowskim. Po uwięzieniu przez Rosjan biskupa krakowskiego Kajetana Sołtyka zarządzał diecezją krakowską jako wikariusz generalny. W 1782 oskarżano go o usunięcie z Krakowa chorego biskupa Sołtyka.
W 1786 odznaczony przez króla Stanisława Augusta Poniatowskiego Orderem św. Stanisława. Popierał inicjatywy Sejmu Czteroletniego. Współpracował z Komisją Edukacji Narodowej przy reformie Wydziału Teologicznego Akademii Krakowskiej.
Odsunięty przez biskupa Feliksa Turskiego został od 1794 prowizorem domu księży emerytów przy kościele św. Ducha. Po III rozbiorze Polski bronił wobec władz austriackich praw majątkowych diecezji krakowskiej. Po śmierci biskupa Turskiego 7 kwietnia 1800 mianowany został po raz kolejny wikariuszem kapitulnym diecezji krakowskiej. Na stanowisku tym pozostał do 1804, do czasu mianowania biskupem ordynariuszem Andrzeja Gawrońskiego.
Doświadczenie biskupa z czasów administrowania diecezją w czasie nieobecności biskupa Sołtyka bardzo się  przydawało.  
Biskup pochowany został w katedrze wawelskiej.